# PerifaCon
PerifaCon, também chamada informalmente de Comic Con da Favela, é um evento de histórias em quadrinhos e cultura pop realizado desde 2019 em São Paulo com foco em atingir principalmente o público da periferia de São Paulo, que dificilmente consegue participar de eventos de grande porte como a CCXP por conta de custo e distância.

## História
A ideia da PerifaCon surgiu em setembro de 2018 em um grupo de sete jovens negros e periféricos: Andreza Delgado, Igor Nogueira, Mateus Ramos, Matheus Polito, Luíze Tavares, Gabrielly Oliveira e Pedro Okuyama. O objetivo inicial era levar a experiência de participar de uma "comic con" para as pessoas que não têm acesso a esses grandes eventos que abordam quadrinhos, games, filmes e séries de TV.
Após seis meses de reuniões, os organizadores conseguiram investidores e patrocinadores, além de uma ampla divulgação na mídia especialmente devido ao ineditismo do projeto. Houve inclusive uma agência de publicidade que se interessou em comprar o evento, mas o grupo responsável pela PerifaCon fez questão de manter o evento como uma iniciativa independente. A maior parte do valor para a realização do evento, contudo, veio através de financiamento coletivo, onde conseguiram arrecadar cerca de R$ 25 mil.

### 1ª PerifaCon
A primeira edição do evento foi realizada em 24 de março de 2019, na Fábrica de Cultura do Capão Redondo, na região sudoeste de São Paulo. No local, houve venda e autógrafo de quadrinhos, oficinas de RPG, shows, palestras e concurso de cosplay, entre diversas outras atividades totalmente gratuitas. Um total de 7 mil pessoas compareceram ao evento, embora apenas cerca de 4 mil tenham conseguido entrar na área principal por limitações de espaço (sem experiência anterior na organização de eventos, os responsáveis haviam estimado que teriam apenas 2 mil visitantes).
Entre as exposições, a que mais atraiu público foi a do projeto criado pelo ilustrador Wagner Loud com o youtuber LØAD, que apresentaram diversas ilustrações que emulavam capas de gibis retatando rappers brasileiros como se fossem super-heróis. Entre os músicos representados, estavam Criolo, Sabotage, Negra Li, KL Jay e diversos outros.
Além de atividades relacionadas à cultura pop e presença de artistas como Marcelo D'Salete, Ivan Reis, Rafael Calça, Jefferson Costa, Adriana Melo e Joe Prado, entre outros, também houve shows de bandas e grupos de dança da região.

### Brotando nas Redes
A segunda edição da PerifaCon estava originalmente para 11 e 12 de abril de 2020 no Centro de Formação Cultural da Cidade Tiradentes, zona leste de São Paulo. Por causa da pandemia de COVID-19, o evento foi inicialmente adiado para 6 e 7 de junho e, em seguida, cancelado.
Em 2021, ainda sem poder realizar o evento presencial, os organizadores realizaram um festival virtual intitulado "PerifaCon, Brotando nas Redes". Entre os dias 26 e 28 de março foram apresentados diversos painéis temáticos e ciclos de formação para quadrinistas e ilustradores com atividades on-line tanto gravadas quanto ao vivo. As inscrições foram feitas gratuitamente no site oficial da PerifaCon e as atividades foram apresentadas através do YouTube e das redes sociais.
Foi realizado também um concurso de cosplay dedicado à comunidade negra, com 17 participantes se fantasiando e interpretando personagens da cultura pop, correndo a um prêmio com o vencedor sendo definido por votação popular. Segundo a definição dos responsáveis pelo evento, o principal objetivo do concurso foi "promover, valorizar e fortalecer a identidade e as manifestações de pessoas periféricas, negras e LGBTQI+ no universo do entretenimento nerd, geek e pop".

## Narrativas Periféricas
Durante a 1ª PerifaCon, foi elaborado o projeto Narrativas Periféricas, em uma parceria entre os organizadores do evento, a editora Mino e o Chiaroscuro Studios. A intenção era selecionar quadrinistas periféricos que publicariam um quadrinho com a Mino. Foram inscritos 200 trabalhos de todo o Brasil, dos quais 18 foram selecionados para uma vivencia on-line coordenada pela editora Janaína de Luna e pelo quadrinista Pedro Cobiaco. Os oito meses de aulas semanais contaram com participações, entre outros, de artistas como Shiko e os gêmeos Fábio Moon e Gabriel Bá.
Após a vivência, seis artistas, dos quais quatro eram negros, publicaram seus quadrinhos. A impressão e lançamento dos livros foi viabilizado por financiamento coletivo através da plataforma Catarse. Os livros lançados foram: Thomas: La Vie en Rose, de Arthur Pigs; Crianças Selvagens, de Gabú Brito; Quando a Música Acabar, de Isaque Sagara; Pomo, de Eryk Souza; Shin, de Isaac Santos; e Para Todos os Tipos de Vermes, de Kione Ayo.
Em 2021, o Narrativas Periféricas ganhou o Troféu HQ Mix de melhor projeto editorial, junto com a Revista Expressa. Além disso, dois autores envolvidos com o projeto foram indicados nas categorias de novos talentos: Gabú Brito como roteirista e desenhista, e Isaac Santos como roteirista.

## Produtora cultural
Depois da experiência com a organização da primeira edição da PerifaCon e do projeto Narrativas Periféricas, Andreza Delgado, Gabrielly Oliveira, Igor Nogueira e Luize Tavares abriram a empresa PerifaCon Comunicação e Produção Cultural para organizar as edições seguintes do evento, fazer curadoria de profissionais da periferia, curadoria de público para eventos e lançamentos de grandes estúdios, além de consultoria para grandes empresas que querem estreitar relações com regiões mais afastadas.
Uma das ações de curadoria foi com a rede de lanchonetes McDonald's, com a indicação de artistas periféricos para ser contratados para as ilustrações das lâminas que são usadas nas bandejas dos lanches. Outro trabalho que ganhou destaque foram as ilustrações para o lançamento da série Cursed: A Lenda do Lago, da Netflix, para as quais foram convidadas as artistas Lya Nazura e Marília Marz. Para o canal de streaming, a PerifaCon também criou o programa Na Boca do Povo, onde os quatro sócios da PerifaCon comentavam sobre assuntos ligados ao catálogo da Netflix.

## Podcast
Em 13 de setembro de 2019, estreou o podcast semanal "PerifaCon, o Podcast", com o objetivo de debater temas ligados à cultura pop e demais assuntos dos universos nerd e geek. O programa é capitaneado pelos mesmo responsáveis pela organização da PerifaCon e o primeiro episódio falou sobre a primeira edição do evento e as iniciativas e projetos que estão sendo desenvolvidos por eles.
Publicado toda sexta-feira, o formato do programa varia de acordo com o tema, podendo ser um debate, mesa redonda, entrevista etc. A partir da segunda temporada, iniciada em 17 de junho de 2020, o podcast passou a contar com o apoio da Spcine e da Secretaria Municipal de Cultura de São Paulo, com produção da CLAV Music.